# Bryophilopsis griseata
Bryophilopsis griseata är en fjärilsart som beskrevs av George Francis Hampson 1894. Bryophilopsis griseata ingår i släktet Bryophilopsis och familjen trågspinnare. Inga underarter finns listade i Catalogue of Life.